# Minchinella
Minchinella is een geslacht van sponsdieren uit de klasse van de Calcarea (kalksponzen).

## Soorten
- Minchinella kirkpatricki Vacelet, 1981
- Minchinella lamellosa Kirkpatrick, 1908